# Landtagswahl in Vorarlberg 1994
- SPÖ: 6
- GRÜNE: 3
- ÖVP: 20
- FPÖ: 7

Die Landtagswahl in Vorarlberg 1994 am 18. September war die 11. Wahl des Vorarlberger Landtags seit 1945. Wie bereits bei den vorangegangenen Landtagswahlen gewann die Österreichische Volkspartei mit ihrem Spitzenkandidaten Landeshauptmann Martin Purtscher die Wahl. Sie verfehlte die absolute Stimmenmehrheit mit 49,95 % der Stimmen äußerst knapp, behielt mit 20 Mandaten jedoch die absolute Mandatsmehrheit. Bei dieser Wahl trat nur noch eine Grüngruppierung zur Wahl an, nachdem 1989 zwei getrennte Listen angetreten waren, die dem grünen Parteienspektrum zuzuordnen waren. Die Grünen schafften mit dem Bregenzerwälder Kaspanaze Simma den Zugewinn eines Mandates. Die KPÖ trat 1994 erstmals seit 1969 nicht in Vorarlberg zur Landtagswahl an.
Wie bereits in den Jahren zuvor bildete die Volkspartei mit der Freiheitlichen Partei im Anschluss an die Landtagswahl eine Koalition, die über eine Zweidrittelmehrheit von insgesamt 27 Abgeordneten verfügte. Ebenso stellte die ÖVP mit ihrem Spitzenkandidaten abermals den Landeshauptmann, der sein III. Kabinett mit einem FPÖ-Landesrat bildete.

## Wahlergebnis
| Amtliches Endergebnis | Amtliches Endergebnis | Amtliches Endergebnis | Amtliches Endergebnis | Amtliches Endergebnis | Amtliches Endergebnis |
| Partei1               | Stimmen               | Prozent               | +/-                   | Mandate               | +/-                   |
| --------------------- | --------------------- | --------------------- | --------------------- | --------------------- | --------------------- |
| ÖVP                   | 92.626                | 49,95 %               | - 1,09 %              | 20                    | 0                     |
| FPÖ                   | 34.104                | 18,39 %               | + 2,27 %              | 7                     | + 1                   |
| SPÖ                   | 30.123                | 16,24 %               | - 5,05 %              | 6                     | - 2                   |
| Grüne2                | 14.385                | 7,76 %                | + 2,58 %              | 3                     | + 1                   |
| LIF                   | 6.478                 | 3,49 %                | -                     | 0                     | -                     |
| GBL                   | 2.911                 | 1,57 %                | -                     | 0                     | -                     |
| CWG                   | 2.443                 | 1,32 %                | -                     | 0                     | -                     |
| Frizz                 | 1.706                 | 0,92 %                | + 0,16 %              | 0                     | 0                     |
| WPV                   | 679                   | 0,37 %                | -                     | 0                     | -                     |
| Gesamt                | 185.455               | 100,00 %              |                       | 36                    |                       |

1 Parteienbezeichnungen als Abkürzungen laut offiziellem Wahlvorschlag

2 Die Grünen traten im Jahr 1989 mit zwei Listen an, von denen letztlich nur die GAV, die Grüne Alternative Vorarlberg in den Landtag einziehen konnte. Deren Ergebnis von 5,18 % wurde hier als Referenz für den Mandats- und Prozentzugewinn verwendet.